# 世界十大小說家及其代表作
《世界十大小說家及其代表作》（英語：Great Novelists and Their Novels），又譯《巨匠與傑作》，是英國作家威廉·薩默塞特·毛姆於1948年出版的著作（1954年改寫，並將書名改為Ten Novels and Their Authors），討論他心目中十部偉大的長篇小說及其作者。
十部長篇小說中英國文學四部、法國文學三部、俄國文學二部、美國文學一部。除了《湯姆·瓊斯》之外，其餘都是19世紀的作品。
| 作者           | 書名           | 國家 | 語言 | 年代           |
| -------------- | -------------- | ---- | ---- | -------------- |
| 亨利·菲爾丁    | 湯姆·瓊斯      | 英國 | 英語 | 1749年         |
| 珍·奧斯汀      | 傲慢與偏見     | 英國 | 英語 | 1813年         |
| 斯湯達爾       | 紅與黑         | 法國 | 法語 | 1830年         |
| 巴爾扎克       | 高老頭         | 法國 | 法語 | 1834年〜1835年 |
| 狄更斯         | 大衛·科波菲爾  | 英國 | 英語 | 1849年〜1850年 |
| 福樓拜         | 包法利夫人     | 法國 | 法語 | 1856年         |
| 梅爾維爾       | 白鯨記         | 美國 | 英語 | 1851年         |
| 艾蜜莉·勃朗特  | 咆哮山莊       | 英國 | 英語 | 1847年         |
| 陀思妥耶夫斯基 | 卡拉馬佐夫兄弟 | 俄國 | 俄語 | 1879年         |
| 托爾斯泰       | 戰爭與和平     | 俄國 | 俄語 | 1865年〜1869年 |